# Tadeusz Kisieliński
Tadeusz Kisieliński (ur. 23 marca 1921, zm. 23 lutego 2014) – polski toksykolog, lekarz, nauczyciel akademicki, płk. prof. dr hab. n. med., w latach 1961-1981 kierownik Zakładu Toksykologii (obecnie Wojskowy Instytut Higieny i Epidemiologii im. gen. K. Kaczkowskiego), Naczelny Toksykolog WP.

## Życie i działalność
Był pierwszym kierownikiem powołanego w 1961 r., Zakładu Toksykologii, odpowiedzialnego w okresie PRL za opracowanie metod zwalczania skutków broni chemicznej. Od 1972 r., był profesorem. W okresie jego kierownictwa między innymi, opracowano w 1973 r., pionierską metodę stosowania diazepamu w zwalczaniu drgawek przy zatruciach związkami fosforoorganicznymi stosowaną powszechnie na całym świecie.
Zmarł 23 lutego 2014 r. Pochowany 5 marca na Cmentarzu Komunalnym Północnym (Wólka Węglowa) w Warszawie.